# Изложба „Нови чланови” (2020)
Изложба „Нови чланови” се одржала у периоду од 13. фебруара до 1. марта 2020. године у Уметничком павиљону „Цвијета Зузорић”.

## Излагачи
1. Александар Алимпић
2. Лазар Андријашевић
3. Светлана Булатовић
4. Марко Вучковић
5. Немања Вучковић
6. Снежана Драганић
7. Ивана Драгосављевић
8. Бојан Загорац
9. Сеад Зејнелагић
10. Ана Игић
11. Александра Илић
12. Сандра Јаковљевић
13. Здравко Јанковић
14. Звонимир Јанцић
15. Ивана Јанчић
16. Ненад Јеремић
17. Тамара Јокић
18. Дуња Карановић
19. Татјана Килибарда
20. Владимир Кнежевић
21. Уна Кнежевић
22. Милена Кулић
23. Милица Лојовић
24. Ана Марковић
25. Јелена Миловановић
26. Сара Милојевић
27. Милутин Милутиновић
28. Владимир Мојсиловић
29. Марија Николић
30. Милутин Обрадовић
31. Милан Пантелић
32. Ана Поповић
33. Марко Прешић
34. Анђела Радивојевић
35. Марија Радуловић
36. Харис Рахић
37. Драгана Росић
38. Бојан Савић
39. Кристина Станек
40. Миливоје Тасић
41. Ива Таталовић
42. Ања Тончић
43. Дуња Ћорломановић
44. Миња Чворић
45. Андреја Чивтелић